# Welcome to the Darkside
Welcome to the Darkside è il secondo EP ufficiale della cantante e personaggio televisivo statunitense Tila Tequila.

## L'EP
L'EP contiene tre tracce ed è stato pubblicato l'11 maggio 2010 in formato digitale. Una delle tracce, Blue Dress, era già stata pubblicata da Tila in un video postato nel suo MySpace a inizio 2009. L'EP è stato pubblicato sotto lo pseudonimo di Miss Tila e non include il singolo I Fucked the DJ/ I Love My DJ. I brani Blue Dress e Walking on Thin Ice sono cover, la prima dei Depeche Mode e la seconda di Yōko Ono.

## Tracce
1. Blue Dress – 4:29
2. Get Me Off – 5:04
3. Walking on Thin Ice – 4:05